# Přírodní park Novohradské hory
Přírodní park Novohradské hory byl zřízen nařízením Jihočeského kraje č. 2/2003 ze dne 30. 9. 2003 o přírodním parku Novohradské hory, a to s účinností od 1. 1. 2004.

## Historie vzniku přírodního parku
Nařízení Jihočeského kraje č. 2/2003 předcházelo nařízení Okresního úřadu Český Krumlov č. 3/1999 ze dne 20. 9. 1999, o zřízení přírodního parku Novohradské hory a nařízení Okresního úřadu České Budějovice ze dne 18. 12. 1998, o zřízení přírodního parku Novohradské hory. Existující záměr vyhlásit chráněnou krajinnou oblast (CHKO) Novohradské hory byl v roce 2004 vyškrtnut z programového prohlášení vlády s tím, že tato CHKO bude vyhlášena později. Usnesením vlády č. 602/2004 Sb. zde byla vyhlášena Ptačí oblast Novohradské hory.

### Poloha
Přírodní park se rozkládá na území okresu České Budějovice, a to na území obcí Horní Stropnice, Kamenná, Nové Hrady a Žár. Dále pak na území okresu Český Krumlov, a to na území obcí Benešov nad Černou, Dolní Dvořiště, Malonty a Pohorská Ves.
Přírodní park zahrnuje tato katastrální území: Bedřichov u Horní Stropnice, Dlouhá Stropnice, Dobrá Voda u Horní Stropnice, Hartunkov, Hojná Voda, Horní Stropnice, Konratice, Kuří, Lužnice u Pohorské Vsi, Meziluží, Mýtiny, Paseky u Horní Stropnice, Pivonice u Pohorské Vsi, Pohoří na Šumavě, Radčice u Malont, Rapotice u Malont, Staré Hutě u Horní Stropnice, Svébohy, Šejby, Velký Jindřichov a Veveří u Nových Hradů.
Dále přírodní park částečně zasahuje do těchto katastrálních území: Bělá u Malont, Benešov nad Černou, Božejov u Nových Hradů, Cetviny, Desky, Dluhoště, Dolní Příbraní, Kamenná u Trhových Svinů, Ličov, Malonty, Meziříčí u Malont, Mikulov, Nové Hrady, Rychnov u Nových Hradů, Údolí u Nových Hradů, Valtéřov, Žár u Nových Hradů a Žumberk u Nových Hradů.
Východní hranici přírodního parku tvoří státní hranice mezi Českou a Rakouskou republikou. Na rakouské straně hranice je rakouský přírodní park Nordwald.

### Předmět ochrany
Předmětem ochrany je zachovalá horská a podhorská příroda Novohradských hor, tamní ekosystémy a tamní historické hodnoty. Přírodní park se částečně překrývá s krajinnou památkovou zónou Novohradsko.
Na území Přírodního parku Novohradské hory leží:
- Ptačí oblast Novohradské hory
- Evropsky významná lokalita a přírodní památka Bedřichovský potok
- Národní přírodní rezervace Žofínský prales
- Národní přírodní památka Terčino údolí
- Národní přírodní památka Hojná voda
- Přírodní památka Horní Malše
- Přírodní památka Myslivna
- Přírodní památka Pohořské rašeliniště
- Přírodní památka Prameniště Pohořského potoka
- Přírodní památka Přesličkový rybník
- Přírodní památka Stodůlecký vrch
- Přírodní památka U tří můstků
- Přírodní památka Veveřský potok